# 1633
1633 (MDCXXXIII) je bilo navadno leto, ki se je po gregorijanskem koledarju začelo na soboto, po 10 dni počasnejšem julijanskem koledarju pa na torek.

## Rojstva
- 23. februar - Samuel Pepys, angleški državni uradnik († 1703)
- 1. junij - Geminiano Montanari, italijanski astronom († 1687)
- 14. oktober - Jakob II. Angleški, angleški, irski in škotski kralj († 1701)

## Smrti
- 1. marec - George Herbert, valižanski pesnik (* 1593)